# Niżny Łazek
Niżny Łazek, Niżni Łazek, Łazek Niżni – nieistniejąca polana w Dolinie Szerokiej w Pieninach. Znajdowała się na stoku, na średniej wysokości około 625 m na północ i poniżej polany Wyżny Łazek oraz na wschód i poniżej przełęczy Niedźwiadki. W 2024 roku na mapie Geoportalu jest opisana jako teren leśny.
Ukryty w lasach Niżny Łazek miał powierzchnię 0,25 ha i po utworzeniu Pienińskiego Parku Narodowego prowadzono na nim badania m.in. nad postępującą sukcesją lasu. W trakcie trwających 14 lat badań poddano szczegółowym analizom drzewa i krzewy wkraczające na polany, przedstawiono stan wyjściowy runi łąkowej i wykonano dodatkowe badania roślinności zielnej w strefie ekotonu i w zbiorowiskach leśnych otaczających polany. W latach 1988–2002 na polanie Łazek Niżni rosło 129 gatunków roślin naczyniowych i 25 taksonów oznaczonych do poziomu rodzaju. W pierwszym okresie (1988-1995) nastąpił wzrost liczby gatunków natomiast w drugim (1995-2002) – wyraźny spadek. Nastąpiła także znacząca zmiana składu gatunkowego; większą część polany zdominował kopytnik pospolity, który nie rośnie na polanach, jest typowym gatunkiem leśnym, gatunki łąkowe zanikły. Zmiany te na polanie Niżny Łazek zachodziły dużo szybciej, niż na polanie Ligarki, na której równolegle prowadzono te same badania. Wśród drzew zarastających polany pienińskie największą rolę odgrywa klon jawor (Acer pseudoplatanus) i jodła pospolita (Abies alba).
Niżny Łazek znajduje się w miejscowości Sromowce Niżne w województwie małopolskim, w powiecie nowotarskim, w gminie Czorsztyn i jest niedostępny turystycznie.